# Jinchuan Group
Jinchuan Group est une entreprise métallurgie chinoise. Elle est notamment un important producteur de nickel.